# Novska

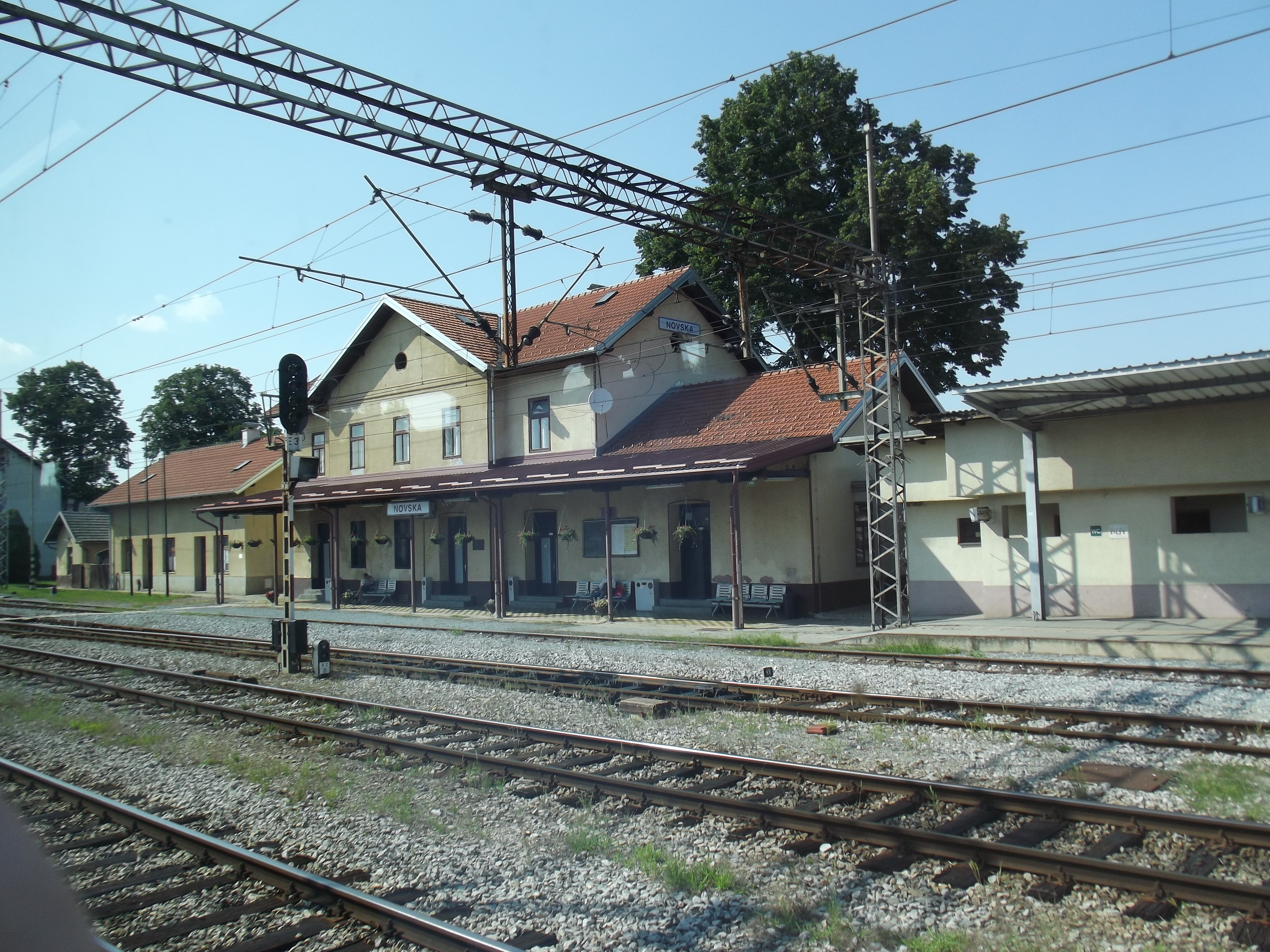
Spoorwegstation van Novska

Novska (Hongaars: Novszka) is een stadje in Kroatië met 7270 inwoners en 14.313 inwoners in de gemeente (beide census 2001).
Novska ligt in de provincie Sisak-Moslavina en is bekend door de staalproductie van het merk Metaflex.
Steden (gradovi): Sisak · Glina · Hrvatska Kostajnica · Kutina · Novska · Petrinja

Gemeenten (općine): Donji Kukuruzari · Dvor · Gvozd · Hrvatska Dubica · Jasenovac · Lekenik · Lipovljani · Majur · Martinska Ves · Popovača · Sunja · Topusko · Velika Ludina